# Письмо в редакцию телевизионной передачи «Очевидное — невероятное» из сумасшедшего дома — с Канатчиковой дачи
«Письмо в редакцию телевизионной передачи „Очевидное — невероятное“ из сумасшедшего дома — с Канатчиковой дачи» («Про Бермудский треугольник», по первой строке известно как «Дорогая передача!..») — юмористическая авторская песня Владимира Высоцкого, созданная в 1977 году. В песне описываются «будни» сумасшедшего дома, на которые проецируется тема загадки Бермудского треугольника; толчком к написанию, по всей видимости, послужил выпуск телепередачи «Очевидное — невероятное», посвящённый этой теме и вышедший в эфир 13 ноября 1976 года. Песня оставалась одной из самых исполняемых в авторских концертах Высоцкого в последние годы его жизни, многие фразы из неё стали крылатыми.

## Структура и сюжет
Дорогая передача!

Во субботу, чуть не плача,

Вся Канатчикова дача

К телевизору рвалась, —

Вместо чтоб поесть, помыться,

Уколоться и забыться,

Вся безумная больница

У экрана собралась.

Говорил, ломая руки, 

Краснобай и баламут  

Про бессилие науки   

Перед тайною Бермуд, — 

Все мозги разбил на части,

Все извилины заплёл —

И канатчиковы власти

Колют нам второй укол.
«Письмо в редакцию» — большая по объёму песня, основной текст которой насчитывает 144 стиха. При этом в нечётных строфах применяется необычная схема рифмовки AAABCCCB; эта же схема рифмовки и размер встречаются в более ранних песнях «Пародия на плохой детектив» и «Никакой ошибки» и повторяют размер и рифмовку поэмы Андрея Вознесенского «Оза», знакомой Высоцкому по спектаклю «Антимиры».
Песня стилизована под «письмо в редакцию» — распространённое в средствах массовой информации СССР явление, когда отдельный человек или инициативная группа направляют письмо редакционной группе периодического печатного издания, радио- или телепередачи с предложениями по улучшению их содержания. В случае песни Высоцкого в качестве инициативной группы выступают пациенты психиатрической клинической больницы № 1, во времена исполнения носившей имя П. П. Кащенко и прозвище «Канатчикова дача».
Поводом для письма становится выпуск передачи «Очевидное — невероятное», в котором некий «краснобай и баламут» рассказывал о тайнах Бермудского треугольника, которые не в состоянии раскрыть наука. «Авторы» письма рассматривают этот выпуск как образец раздражающей их недавней тенденции в тематике передачи: «…Год подряд // То тарелками пугают, — // Дескать, подлые, летают, — // То у вас собаки лают, // То руины говорят». За этим следует призыв перейти к более привычным и прозаичным темам — развитию ядерной энергетики, советским исследованиям на Луне. Упоминается, что ранее пациенты уже посылали «ноту в ТАСС» с обличением происков врагов СССР, которых они, среди прочего, считают виновными и в поднятии темы Бермуд.
В последующей части песни темы Бермудского треугольника, летающих тарелок и других необъяснённых явлений проецируются уже на быт психиатрической больницы. Упоминается, что среди пациентов есть и жертвы крушения в самом Бермудском треугольнике, страдающие от тяжёлых психических расстройств. Отдельно иллюстрируется реакция на загадочные передачи параноика, алкоголиков и, по всей видимости, попавшего в сумасшедший дом диссидента-антисоветчика, а также медицинского персонала. Заканчивается письмо угрозой в случае отсутствия реакции «написать в Спортлото».

## История создания

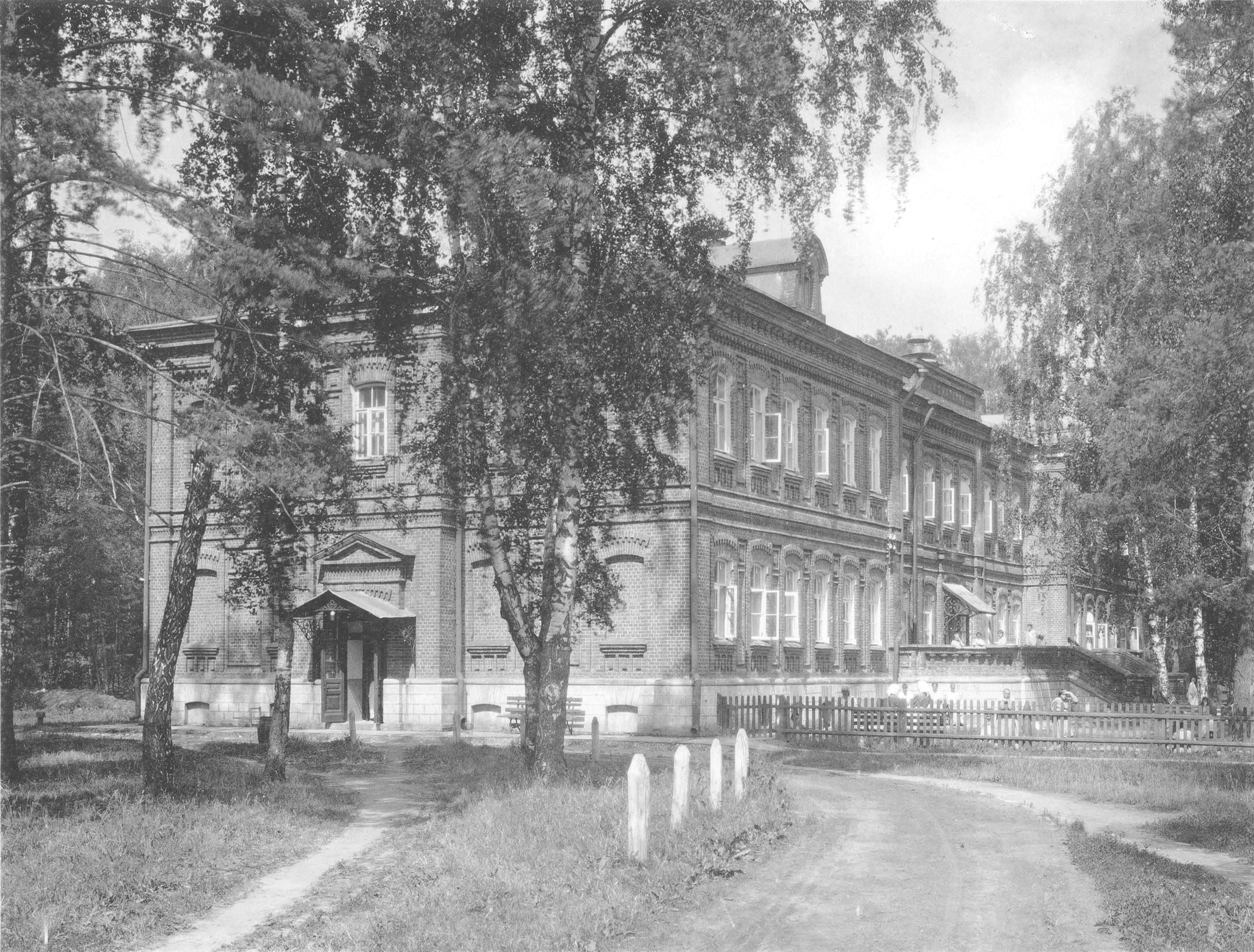
Канатчикова дача

Образы, связанные с сумасшествием и психиатрическими больницами, появлялись в творчестве Высоцкого как на протяжении нескольких лет, предшествовавших написанию «Письма в редакцию», так и ранее (уже в середине 1960-х появилась «Песня о сумасшедшем доме», во многом основанная на личном опыте автора). Так, в 1972 году Канатчикова дача упоминается в «Жертве телевиденья», а в 1975 году вышел цикл из песен «Ошибка вышла», «Никакой ошибки», «История болезни».

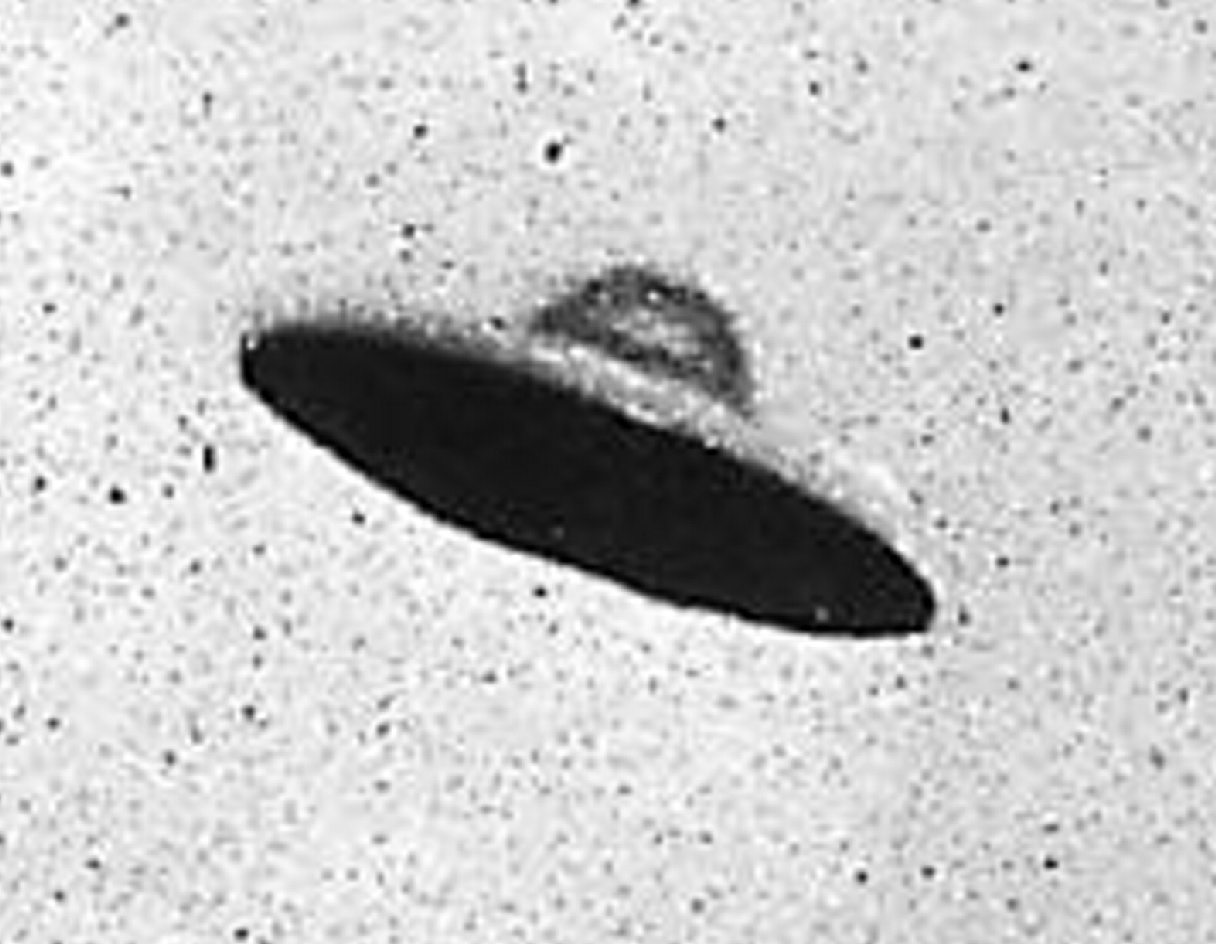
Летающая тарелка (поддельная фотография)

«Письмо в редакцию» создавалось в период, когда у Высоцкого, прежде бывшего любителем фантастики и сторонником теорий о контакте с инопланетным разумом, возобладало скептическое отношение к этой теме. Сам автор, комментируя песню в 1978 году, рассказывал: 
Несколько лет тому назад я необычайно увлекался этим. Могу вас уверить, что ни одной фантастической книжки, научной фантастики или, там, ненаучной — любой, не выходило без того, чтобы я её не прочитал. Я читал всё… Более того, я читал все эти журналы: и псевдонаучные, и полунаучные, и супернаучные…
На смену безоглядному увлечению пришло разочарование и понимание того, что, «как всегда вокруг какого-нибудь интересного дела», вокруг темы инопланетного разума и паранормальных явлений собирается множество шарлатанов или плохо разбирающихся в вопросе дилетантов, только вредящих делу. На концертах, перед исполнением песни, Высоцкий мог с иронией замечать в отношении «летающих тарелок»: «многие их видели, а некоторые даже в них летали».

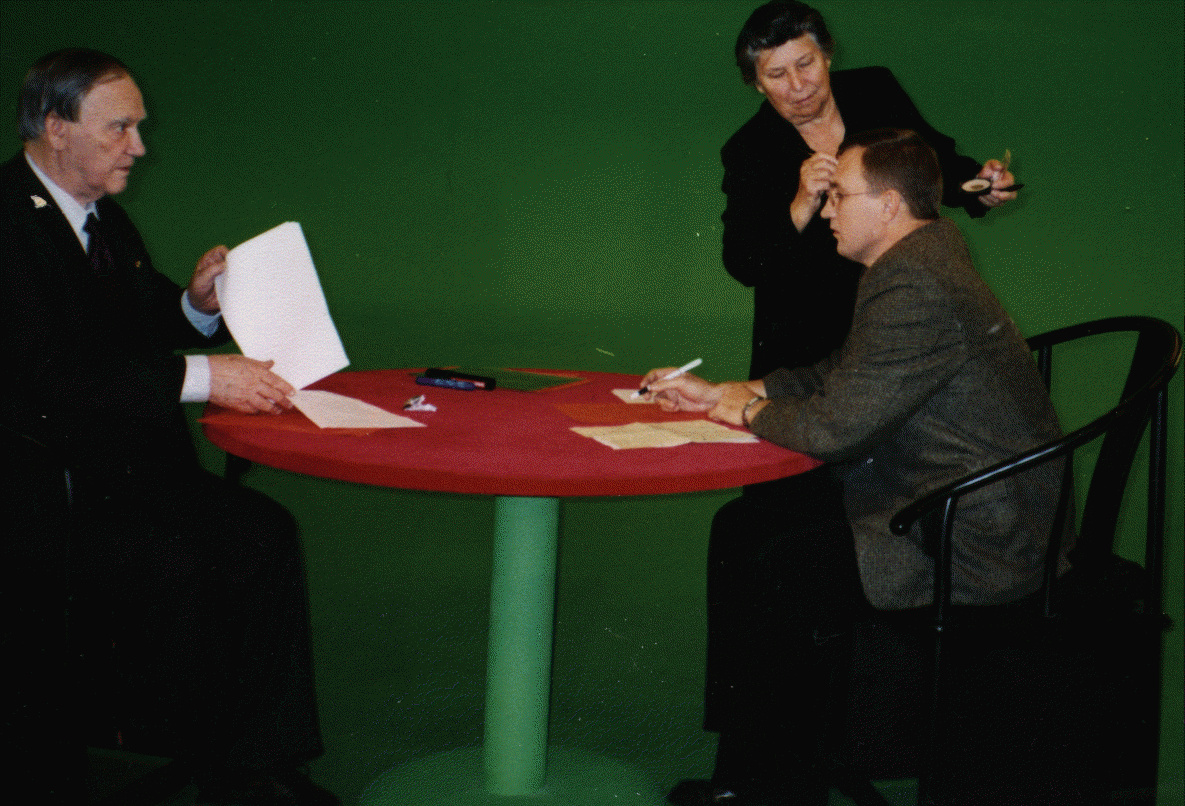
Сергей Капица на съёмках телепередачи «Очевидное — невероятное»

Предполагаемое время создания песни ограничивается периодом с осени 1976 по осень 1977 года. Первую границу задаёт 13 ноября 1976 года — время выхода в эфир выпуска телевизионной программы «Очевидное — невероятное», в которой обсуждалась тема загадки Бермудского треугольника. В выпуске принимал участие уфолог Владимир Ажажа, автор статьи по теме Бермудского треугольника в сентябрьском выпуске журнала «Наука и жизнь». Ведущий передачи Сергей Капица позже в интервью вспоминал, что при съёмке была выбрана неудачная мизансцена, при которой Ажажа выглядел маленькой жертвой агрессивного ведущего: «Что бы я ни говорил, все симпатии были на стороне этого человека». В строчках «То тарелками пугают — // Дескать, подлые, летают», как предполагают А. Е. Крылов и А. В. Кулагин, отразилась «антитарелочная» кампания в советской прессе, которую открыла в том же году статья фантаста Еремея Парнова «Технология мифа» в «Комсомольской правде».

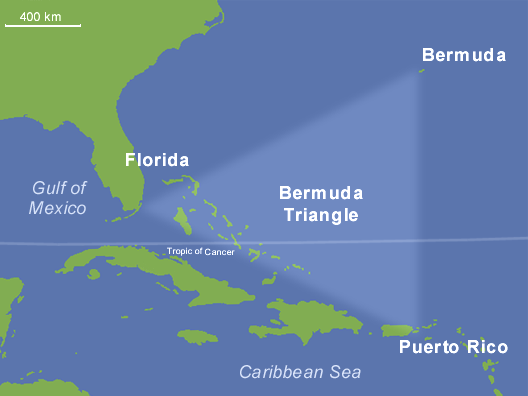
Бермудский треугольник

В 1976 году в СССР распространились также слухи о гибели в Бермудском треугольнике советского исследовательского судна (этот слух, в частности, зафиксирован в декабрьской записи в дневнике Валерия Золотухина). Впоследствии эта история, уже поданная как факт, стала одним из сюжетообразующих компонентов «Письма в редакцию». Позже получила распространение ещё одна легенда, согласно которой основой для песни стал эпизод с научно-исследовательским судном «Академик Курчатов». Это судно действительно участвовало в советско-американской экспедиции в район Бермудского треугольника и в одном из рейсов в течение двух суток не выходило на связь, что дало толчок слухам о его исчезновении. Однако, как отмечает А. В. Скобелев, указанный рейс начался только в январе 1978 года, то есть уже после того, как Высоцкий начал публичное исполнение «Письма в редакцию». В. К. Перевозчиков излагает ещё одну версию появления песни, также связанную с визитом советского корабля в этот район. По его словам, диктор Римма Туманова, знакомая с «главным механиком теплохода, который побывал в Бермудском треугольнике», пересказала его историю Высоцкому. В результате, согласно Перевозчикову, первое записанное исполнение «Письма в редакцию» бард начал словами «Римма, пишу это поздно ночью. Это только потому, что для тебя».
Летом 1977 года Высоцкий уже и сам побывал на границе с Бермудским треугольником — на острове Косумель, где его жена Марина Влади снималась в мексиканско-итальянском фильме «Тайна Бермудского треугольника». Работа над песней продолжалась в это время. Кроме того, по рассказам очевидцев, Высоцкий дорабатывал песню весной 1977 года, в частности, в мае, находясь в Енакиеве Донецкой области, и даже исполнил для поклонников, собравшихся под балконом квартиры, где был в гостях, какой-то черновой её вариант (полностью или фрагментарно), который никем не был, однако, записан на плёнку. С Енакиево, возможно, связано и появление в песне «главврача Маргулиса». Такой врач в действительности в больнице имени Кащенко не числился; задолго до написания песни (и долгое время после этого) больницу возглавлял В. М. Морковкин, а фамилию Маргулис, по информации енакиевца Н. Г. Гринёва, носил хозяин квартиры, где Высоцкий работал над черновиком «Письма в редакцию» . Впрочем, Скобелев указывает, что именно в Енакиево в психоневрологической больнице в указанный период действительно работал заведующим отделением психиатр А. В. Маргулис.
В черновиках песни сохранились свидетельства, что Высоцкий планировал, помимо Бермудского треугольника и обобщённых летающих тарелок, спародировать также другие псевдонаучные сенсации. В частности, в черновике говорится «про тунгусских древних майя, будто севших к нам в тайгу». В черновиках встречаются эпизодические персонажи, в окончательный вариант песни не попавшие — «от наук уставший школьник», «бывший физик Венцель» (которого сменил абстрактный «бывший алкоголик»), чабан Алим Бурханов; в бо́льших, нежели в чистовом варианте, подробностях излагается биография «дантиста-надомника» Рудика.

## Исполнение и публикация
Первые известные записи исполнения песни в индексе фонограмм Высоцкого датируются сентябрём и октябрём 1977 года, последние — 14 и 16 июля 1980 года. Менее чем за три года, прошедшие между написанием «Письма в редакцию» и смертью автора, было сделано свыше 100 записей. Подсчитано, что в эти годы «Бермудский треугольник» Высоцкий исполнял чаще, чем любую другую песню — она прозвучала почти в половине всех его концертов после её создания (занимающая второе место по частоте исполнения «Я не люблю» — чуть более чем в трети, однако на протяжении намного более долгого периода). Помимо концертов, песня звучала также в спектакле театра на Таганке «Антимиры», куда она, по словам автора, «хорошо вмонтировалась».
В начале 1979 года песня (как «Бермудский треугольник») вышла на виниловом двойном альбоме «Нью-йоркский концерт Владимира Высоцкого, 1979», в котором были собраны записи с концерта 17 января того же года в Бруклинском колледже Нью-Йорка. Первая публикация текста песни состоялась в том же году во Франции в июньском выпуске журнала-альманаха «Третья волна», выходившего с предуведомлением редакции: «Материалы авторов, проживающих в тоталитарных странах, в том числе в СССР, печатаются без их ведома». Это было одно из восьми стихотворений, опубликованных в этом номере журнала, как отмечает В. Бакин — «без каких-либо комментариев, указывающих на позицию редакции».
В СССР текст песни впервые официально опубликован в 1988 году в авторском сборнике «Я, конечно, вернусь…» (составитель Н. А. Крымова); позже в том же году текст появился ещё в ряде сборников. Когда фирма звукозаписи «Мелодия» организовала выпуск серии «На концертах Владимира Высоцкого», состоявшей из 21 альбома, «Письмо в редакцию» в записи 1978 года было включено в состав 17-го альбома («Райские яблоки», 1991 год).

## Литературный анализ
Песня представляет слушателю гротескную ситуацию, при которой на обладание единственно разумной и рациональной моделью мироздания претендуют сумасшедшие. А. В. Кулагин усматривает в этом ходе перекличку с «Горем от ума» и «Записками сумасшедшего», где грань между нормальностью и сумасшествием рассматривается скорее в социальном, чем в клиническом аспекте. Литературовед И. Н. Сухих комментирует ситуацию так: «Сумасшедшие с Канатчиковой дачи оказываются настоящими советскими людьми, в то время как на воле в семидесятые годы в них уже ощущался явный недостаток». По оценке Л. Г. Кихней, автор противопоставляет ценности реального мира и антимира, задаёт вопрос об определении разума и безумия.

В тексте песни различные источники усматривают сатиру на советские порядки. В частности, высмеивается политика «железного занавеса», целью которой было максимально осложнить советским гражданам получение информации из зарубежных источников. Так, один из пациентов, обладатель радиоприёмника «Грюндиг», «его ночами крутит, ловит, контра, ФРГ» . А чуть дальше некий «бывший алкоголик» сетует: 
Больно бьют по нашим душам
«Голоса» за тыщи миль.
Зря Америку не глушим,
Зря не давим Израи́ль!
Речь идёт о действительно существовавших мерах по глушению передач иностранных радиостанций, вещавших на СССР, в том числе «Голоса Америки» и «Голоса Израиля». По мнению пациентов психиатрической лечебницы, всевозможные паранормальные явления — это происки врагов СССР, которые «кормят-поят нас бермутью про таинственный квадрат»: «Это всё придумал Черчилль в восемнадцатом году». Они увязывают это с другими событиями, про которые «написали ноту в ТАСС» — взрывами и пожарами (по-видимому, имеются в виду террористические акты и вероятные поджоги начала 1977 года).

В песне высмеивается и штамп советской официальной исторической науки, часто списывавшей неудачи народных восстаний и освободительных движений на отсутствие «вождей», по сути противореча марксистскому подходу к роли личности в истории. У Высоцкого это объяснение проецируется на пациентов сумасшедшего дома: 
Мы не сделали скандала
Нам вождя недоставало:
Настоящих буйных мало —
Вот и нету вожаков.
 Ещё один авторитет, над которым, по-видимому, иронизировал автор, настаивая «Пусть безумная идея — не решайте сгоряча», — Нобелевский лауреат Нильс Бор, автор высказывания: «Нет сомнения, что перед нами безумная теория, но весь вопрос в том, достаточно ли она безумна, чтобы оказаться ещё и верной!». В неожиданном ракурсе всплывает распространённое название рубрик в различных советских газетах и журналах: «Удивительное — рядом, но оно запрещено». Схожим образом, по мнению П. Е. Фокина, выражение «руины говорят» отсылает к распространённому штампу в публикациях и репортажах на темы археологии и древней истории. С другой стороны, саркастичное определение «краснобай и баламут», на первый взгляд кажущееся выпадом в адрес ведущего программы «Очевидное — невероятное» Сергея Капицы, как объяснил сам Высоцкий, в действительности относилось к гостю передачи, послужившей толчком к написанию песни (Владимиру Ажаже). Фраза «то у вас собаки лают» тоже, вероятно, представляет собой цитату из Ажажи, в ходе передачи объяснявшего: «Собаки лают в пустоту, когда чувствуют приближение НЛО».
Юмористический пласт в песне представлен, в частности, множеством окказионализмов: «иноверы» и «изуверцы» (слова-портмоне, составленные из «изуверов» и «иноверцев»), а также целой серией производных от топонима «Бермуды» — «бермутят» (контаминация с глаголом «мутить»), «бермуторно» и «бермутно», «бермуть» (в последнем случае А. Скобелев и А. Кулагин отмечают также перекличку с ходившим в народе презрительным прозвищем дешёвого и низкокачественного креплёного вина — вермута). Контаминацией выглядит и выражение «раскалились добела», в котором Скобелев видит отсылку к белой горячке. Буквальное значение приобретает фразеологизм «собаку съели», когда лирические герои песни, доказывая, что разбираются в тарелках, ссылаются на повара своей больницы. Отмечается комический эффект выражения «треугольные дела» в значении «относящиеся к треугольнику».
Слова «кандидаты» и «доктора», обозначающие учёные степени, объединившись в словосочетании «кандидаты в доктора», внезапно приобретают пренебрежительный оттенок — как отмечает П. Е. Фокин, для больного слово «доктор» имеет только одно, медицинское, значение, соответственно «кандидат в доктора» — это признак профессиональной несостоятельности. В черновиках Высоцкий разрабатывал также оппозицию «душевнобольной — сумасшедший» («Разделила жизнь сама: есть душевные больные, есть сошедшие с ума», «Мы душевные больные, то есть тронулись душой… А которые тщедушны — эти тронулись умом»).
Другая заметная юмористическая тема — «геометрическая». Треугольник в песне превращается и в круг, и в квадрат, и в параллелепипед, и в многогранник, а уцелевших моряков привозят на Канатчикову дачу «в стеклянной призме». А. Скобелев считает, что, помимо чисто юмористического обыгрывания «геометрического» названия легендарного объекта, Высоцкий отсылал слушателей ко вполне реальной и популярной в то время теории Н. Ф. Гончарова, В. А. Макарова и В. С. Морозова. Согласно этой теории у земного шара существует кристаллический каркас в виде двух правильных многогранников (икосаэдра и додекаэдра), спроецированный на его поверхность. Идея, которую популяризовали журнал «Химия и жизнь» и альманах «Эврика», в частности связывала с этой гипотетической структурой и феномен Бермудского треугольника, который авторы рассматривали как трёхмерный многогранник.
Юмористическую атмосферу поддерживают сочетающаяся с официально-деловой формой (формулировки «Дорогая передача», «Дата. Подпись», коллективный адресант) нарочитая разговорность стиля («вот те раз»), эллипсисы («на троих его — даёшь!»), умышленные речевые ошибки («лектора́», «Израи́ль», «полотенцы»), пропуски необходимых по смыслу слов («Вместо чтоб поесть, помыться…»). В целом А. Кулагин пишет о намеренном эффекте «забалтывания», которому способствует не только обильная игра со смыслами слов и выражений, но и схема рифмовки AAABCCCB, при которой рифмуются между собой три стиха подряд (одну из этих рифм, «Нам осталось уколоться — // И упасть на дно колодца, // И пропасть на дне колодца, // Как в Бермудах, навсегда», И. Сухих называет «абсолютно хлебниковским созвучием-каламбуром»).
Среди интертекстуальных связей «Письма в редакцию» А. Скобелев выделяет дантиста Рудика, в ранних версиях носившего фамилию Вайнер (что рифмовалось со словом «лайнер»). Исследователь полагает, что фамилия отсылает к братьям Вайнерам, с которыми Высоцкий дружил как минимум с 1975 года. У Вайнеров в свою очередь в повести 1976 года «Лекарство против страха» и в сценарии фильма «Город принял», создававшемся в то же время, что и песня Высоцкого, появляется эпизодический персонаж Рудик Вышеградский по кличке Марчелло. И в песне, и в сценарии оба Рудика страдают желудком, у обоих в биографии эпизоды, связанные с больничной биркой (альтернативную гипотезу о происхождении «номерочка на ноге» Рудика в песне Высоцкого выдвигает П. Фокин, связывая эту деталь с аналогичным образом в повести Шукшина «А поутру они проснулись…»). Скобелев допускает, что фамилии этих персонажей могли быть взаимными шуточными отсылками авторов.
Ещё одна возможная литературная реминисценция — безумцы в стеклянной призме, доставленные в больницу после крушения корабля в Бермудском треугольнике. Скобелев полагает, что этот образ может быть цитатой из повести Гофмана «Золотой горшок», где близкий к безумию студент Ансельм перемещается по улицам Дрездена в некоем «кристалле» (или, в русском переводе, в «стекле»). Высказывается предположение, что колодец, на дне которого мечтают пропасть лирические герои песни, — это отзвук образа бесконечной кроличьей норы, в которую падает Алиса в сказке Кэрролла (ранее Высоцкий уже создал цикл песен к дискоспектаклю по этой сказке). Д. Н. Курилов усматривает корни образов как «Письма в редакцию», так и баллады Галича «Право на отдых» в «Песне про психа из больницы имени Ганнушкина, который не отдавал санитарам свою пограничную фуражку» Михаила Анчарова, написанной ещё в 1957 году.

## Наследие
После смерти Высоцкого «Письмо в редакцию» звучало в исполнении ряда других певцов. Так, в передаче «Своя колея» в разные годы песню исполняли Александр Градский и Николай Фоменко. Григорий Лепс включил «Письмо в редакцию» в заключительный альбом «Кони привередливые» серии «Честь имею!», релиз которого 25 июля 2020 года был приурочен к годовщине смерти автора. Перевод текста песни на польский язык опубликовал в 1986 году Войцех Млынарский, а чешских слушателей с нею познакомили Милан Дворжак и певица Сусанна Талпова.
По мнению филолога В. А. Гаврикова, отсылки к «Письму в редакцию» (в частности, «распавшемуся на куски» лайнеру и «стеклянной призме») на советском экране появились уже в 1985 году, в одной из серий мультфильма «На задней парте».